# De twaalf
De twaalf is een Vlaamse anthologieserie van bedenkers Sanne Nuyens en Bert Van Dael, die op 3 november 2019 startte op de zender Eén. De reeks vertelt het verhaal rond een volksjury met twaalf leden in een assisenproces. Het eerste seizoen van de serie werd opgenomen in het gerechtsgebouw van Gent.
De Twaalf won in 2019 de prijs voor beste scenario op het festival Canneseries.
Op 3 september 2023 werd de start van een tweede seizoen uitgezonden op VRT 1, het seizoen kreeg de titel "De twaalf: de Assepoestermoord", een zaak voor het hof van assisen in het gerechtsgebouw van Antwerpen. De finale volgde op 22 oktober dat jaar.

## Seizoen 1: De Millenniummoord
Voor het eerste seizoen "De twaalf: de millenniummoord" waren er naast de scènes in het gerechtsgebouw ook opnamen in Lede, Kruishoutem, zwembad LAGO Gent Rozebroeken en Gent en buurtgemeenten. De scènes in de bioscoop werden opgenomen in Sint-Gillis-Dendermonde in Cinema Albert. Wanneer Frie in de gevangenis getoond wordt, is dit in gevangenis De Koepel in Breda. Deze gevangenis is niet langer in dienst en wordt o.a. voor een prison-escape-game gebruikt. Ook voor de serie T. werden hier opnames gemaakt.
Het eerste seizoen van de serie was vanaf 17 april 2020 beschikbaar op het Nederlandse video-on-demandkanaal van Netflix.

### Verhaal
Twaalf burgers worden opgeroepen om in de jury te zetelen van een assisenproces rond een moordzaak. Hoofdverdachte is de schooldirectrice Frie Palmers. Zij wordt vervolgd voor de moord op haar vriendin achttien jaar geleden, en op haar dochtertje twee jaar geleden.

### Rolverdeling

#### Hoofdrollen
| Acteur              | Personage         | Opmerkingen                   |
| ------------------- | ----------------- | ----------------------------- |
| Maaike Neuville     | Delphine Spijkers | Plaatsvervangend volksjurylid |
| Charlotte De Bruyne | Holly Ceusters    | Voorzitter volksjury          |
| Tom Vermeir         | Joeri Cornille    | Volksjurylid                  |
| Peter Gorissen      | Arnold Briers     | Volksjurylid                  |
| Zouzou Ben Chikha   | Carl Destoop      | Volksjurylid                  |
| Piet De Praitere    | Noël Marinus      | Volksjurylid                  |
| Anne-Mieke Ruyten   | Vera De Block     | Volksjurylid                  |
| Maaike Cafmeyer     | Frie Palmers      | Hoofdverdachte                |
| Josse De Pauw       | Ari Spaak         | Advocaat van Frie             |
| Johan Heldenbergh   | Stefaan De Munck  | Ex-man van Frie               |
| Greet Verstraete    | Margot Tindemans  | Vrouw van Stefaan             |
| Koen De Sutter      | Marc Vindevogel   | Vader van Brechtje            |
| Sofie Decleir       | Inge Van Severen  | Advocate van Marc             |
| Mieke De Groote     | Mia               | Voorzitter Hof van Assisen    |
| Isabelle Van Hecke  | Hedwig            | Procureur des Konings         |
| Mungu Cornelis      | Fabrice Boks      | Tv-reporter                   |

#### Bijrollen
| Acteur                 | Personage           | Opmerkingen                                        |
| ---------------------- | ------------------- | -------------------------------------------------- |
| Nele Bauwens           | Tessa               | Vrouw van Carl                                     |
| William Boeva          | William             | Buurman van Arnold                                 |
| Spencer Bogaert        | Davy                | Vriend van Juliette                                |
| Aimé Claeys            | Stefaan De Munck    | Jongere versie van het gelijknamige hoofdpersonage |
| Bart Claeys            | Bob                 | Volksjurylid                                       |
| Lore Dejonckheere      | Leentje             | Volksjurylid                                       |
| Aminata Demba          |                     | Assistente van Ari                                 |
| Janne Desmet           | Mireille            | Collega van Arnold                                 |
| Louise De Bisscop      | Frie Palmers        | Jongere versie van het gelijknamige hoofdpersonage |
| Jolente De Keersmaeker | Lutgard             | Moeder van Margot                                  |
| Luc De Ruelle          |                     | Bode Assisenhof                                    |
| Ilse de Koe            | Elisabeth Vergote   | Bioscoopmedewerkster                               |
| Gilles De Schryver     | Michiel             | Vriend van Holly                                   |
| Titus De Voogdt        | Mike                | Man van Delphine                                   |
| Sofia Ferri            | Juliette Destoop    | Dochter van Carl                                   |
| Sachli Gholamalizad    | Cleo Mahieu         | Wetsdokter                                         |
| Veerle Malschaert      | Yannick             | Volksjurylid                                       |
| Emin Mektepli          | Demir Karaca        | Plaatsvervangend volksjurylid                      |
| Bart Slegers           | Donald Vantomme     | Politie-inspecteur                                 |
| Dominique Van Malder   | Bjorn Cornille      | Broer van Joeri                                    |
| Lynn Van Royen         | Brechtje Vindevogel | Vermoorde vriendin van Frie                        |
| Frank Vercruyssen      | Ulrich Steel        | Docent van Brechtje                                |
| Bram Verrecas          | Ward                | Volksjurylid                                       |
| Lino Van Reeth         | Kurt                | Volksjurylid                                       |
| Sara Vertongen         | Eliane Pascual      | Politie-inspecteur                                 |
| Wim Willaert           | Guy Vanneste        | Veehandelaar                                       |
| Ronny Waterschoot      |                     | Vader van Björn en Joeri                           |

### Afleveringen
| Nr. | Titel               | Regisseur      | Schrijver(s)                 | Datum uitzending |
| --- | ------------------- | -------------- | ---------------------------- | ---------------- |
| 1 | Frie                | Wouter Bouvijn | Bert Van Dael & Sanne Nuyens | 3 november 2019  |
| Op de eerste dag van het proces is het aan de beklaagde Frie Palmers om haar versie van de feiten te delen met de jury, advocaten en het Hof. We leren verschillende van de juryleden kennen. |                     |                |                              |                  |
| 2 | Donald              | Wouter Bouvijn | Bert Van Dael & Sanne Nuyens | 10 november 2019 |
| Donald Vantomme, de politie-inspecteur die van 2000 tot 2016 het onderzoek naar de moord op Brechtje Vindevogel leidde, wordt gehoord in de rechtszaal. Al snel moet hij zijn fouten en twijfels toegeven. |                     |                |                              |                  |
| 3 | Eliane              | Wouter Bouvijn | Bert Van Dael & Sanne Nuyens | 17 november 2019 |
| Commissaris Eliane Pascual, die vanaf 2016 het onderzoek over Brechtje Vindevogel overnam en ook de zaak over Roos De Munck op zich nam, is op dag 3 van het proces aan de beurt. |                     |                |                              |                  |
| 4 | Marc                | Wouter Bouvijn | Bert Van Dael & Sanne Nuyens | 24 november 2019 |
| Marc Vindevogel, vader van de vermoorde Brechtje, wordt op dag 4 ondervraagd. |                     |                |                              |                  |
| 5 | Stefaan             | Wouter Bouvijn | Bert Van Dael & Sanne Nuyens | 1 december 2019  |
| Stefaan De Munck, vader van Roos en ex-man van Frie, is de getuige op dag 5 van het Millenniumproces. |                     |                |                              |                  |
| 6 | Guy                 | Wouter Bouvijn | Bert Van Dael & Sanne Nuyens | 8 december 2019  |
| Guy Vanneste, veeboer die al jaren in de clinch ligt met Marc Vindevogel, wordt ondervraagd op dag 6 van het proces. Heeft hij iets te maken met de moord op Brechtje? |                     |                |                              |                  |
| 7 | Lutgard en Margot   | Wouter Bouvijn | Bert Van Dael & Sanne Nuyens | 15 december 2019 |
| Lutgard en Margot, respectievelijk de schoonmoeder en nieuwe partner van Stefaan De Munck, zijn op dag 7 de getuigen die opgeroepen worden. Voor aanvang lijken ze niet zeker te zijn van wat ze precies moeten vertellen. Wat hebben ze te verbergen?                                                           |                     |                |                              |                  |
| 8 | Cleo en Jutta       | Wouter Bouvijn | Bert Van Dael & Sanne Nuyens | 22 december 2019 |
| Wetsdokter Cleo Mahieu en psychiater Jutta Verswijfel delen op dag 8 hun expertise inzake de moorden op Brechtje en Roos. |                     |                |                              |                  |
| 9 | Ulrich en Elisabeth | Wouter Bouvijn | Bert Van Dael & Sanne Nuyens | 29 december 2019 |
| Ulrich Steel, in 1999 de professor ethiek van Brechtje, en Elisabeth Vergote, bioscoopmedewerkster van de bioscoop waar Stefaan was op het moment dat Roosje werd verminkt, getuigen in het Millenniumproces en doen enkele laatste nieuwe elementen opduiken. Ook Stefaan wordt opnieuw opgeroepen als getuige. |                     |                |                              |                  |
| 10 | Brechtje en Roos    | Wouter Bouvijn | Bert Van Dael & Sanne Nuyens | 5 januari 2020   |
| Frie leest een brief voor die ze schreef voor Stefaan en Marc. Daarna zit de jury samen om te beslissen over de schuld of onschuld van Frie Palmers. |                     |                |                              |                  |

### Kijkcijfers
| Nr. | Uitzending       | Aflevering          | Kijkcijfers                              |
| --- | ---------------- | ------------------- | ---------------------------------------- |
| 1   | 3 november 2019  | Frie                | 1.193.155 (uitgesteld live+7: 1.575.721) |
| 2   | 10 november 2019 | Donald              | 902.158 (uitgesteld live+7: 1.327.192)   |
| 3   | 17 november 2019 | Eliane              | 1.106.353 (uitgesteld live+7: 1.427.050) |
| 4   | 24 november 2019 | Marc                | 1.051.605 (uitgesteld live+7: 1.325.431) |
| 5   | 1 december 2019  | Stefaan             | 1.087.750 (uitgesteld live+7: 1.292.547) |
| 6   | 8 december 2019  | Guy                 | 1.086.346 (uitgesteld live+7: 1.278.719) |
| 7   | 15 december 2019 | Lutgard en Margot   | 967.387 (uitgesteld live+7: 1.224.640)   |
| 8   | 22 december 2019 | Cleo en Jutta       | 1.063.331 (uitgesteld live+7: 1.372.084) |
| 9   | 29 december 2019 | Ulrich en Elisabeth | 902.538 (uitgesteld live+7: 1.215.125)   |
| 10  | 5 januari 2020   | Brechtje en Roos    | 1.281.135 (uitgesteld live+7: 1.484.887) |

### Prijzen
De Twaalf won de prijs voor het Beste Scenario (Bert Van Dael en Sanne Nuyens) op het festival Canneseries in Frankrijk.
De Twaalf won zeven Ensors op het Filmfestival van Oostende in 2021: Beste reeks, beste scenario voor Bert Van Dael en Sanne Nuyens, beste regie voor Wouter Bouvijn, beste acteur voor Josse De Pauw, beste actrice voor Maaike Cafmeyer, beste montage voor Bert Jacobs en beste sound-design Matthias Hillegeer.

### Muziek
De muziek in deze series is geschreven door David Martijn en Jeroen Swinnen. De metalmuziek die in episode 4 en 6 te horen is, werd geleverd door de instrumentale post-metalband Turpentine Valley. Nummers die gebruikt worden zijn: Abrupt, Vergeten en Trauma.

## Seizoen 2: De Assepoestermoord

### Verhaal
Hoofdverdachten zijn vader en dochter Anton en Julie Bergman. Zij worden vervolgd voor de moord op Antons nieuwe partner, Marianne. Julie neemt de schuld volledig op zich. Het parket vermoedt dat de dochter haar vader uit de wind zet, en dat deze laatste medeplichtig is. De vader wordt verdedigd door advocaat Frank Dendoncker, de dochter door diens confrater Claire Verlinden, die in het verleden de partner van Dendoncker was. 

### Rolverdeling

#### Hoofdrollen
| Acteur               | Personage         | Opmerkingen                    |
| -------------------- | ----------------- | ------------------------------ |
| Koen De Graeve       | Anton Bergman     | Hoofdverdachte                 |
| Lou Miller           | Julie Bergman     | Hoofdverdachte                 |
| Katrien De Ruysscher | Marianne Coens    | Slachtoffer                    |
| Wouter Hendrickx     | Dennis Pycke      | Ex-partner van Marianne        |
| Emma Van Raemdonck   | Romy Pycke        | Dochter van Dennis en Marianne |
| Greg Timmermans      | Pix Pycke         | Broer van Dennis               |
| Peter Van den Begin  | Frank Dedoncker   | Advocaat van Anton             |
| Inge Paulussen       | Claire Verlinden  | Advocaat van Julie             |
| Dirk Van Dijck       | Ivo Muylle        | Advocaat burgerlijke partij    |
| Line Pillet          | Charlotte Muylle  | Advocaat burgerlijke partij    |
| Emilie De Roo        | Nico Willems      | Volksjurylid                   |
| Viv Van Dingenen     | Vanessa Janssens  | Volksjurylid                   |
| Bart Hollanders      | Simon Lootens     | Volksjurylid                   |
| Chris Nietvelt       | Catherine Degryse | Volksjurylid                   |
| Abigail Abraham      | Maya              | Volksjurylid                   |
| Jobst Schnibbe       | Jacob Dreyer      | Volksjurylid                   |
| Yassine Ouaich       | Murad Koumiza     | Volksjurylid                   |
| Els Olaerts          |                   | Voorzitter Hof van Assisen     |
| Marjan De Schutter   |                   | Procureur des Konings          |

#### Bijrollen
| Acteur                 | Personage              | Opmerkingen                                    |
| ---------------------- | ---------------------- | ---------------------------------------------- |
| Clara Cleymans         | Ann Pauwels            | Partner van Pix                                |
| Joris Van den Brande   | Marcus Adams           | Man van Nico                                   |
| Jul Goossens           | Kobe Adams             | Zoon van Nico                                  |
| Anemone Valcke         | Esther                 | Vriendin van Simon                             |
| Dahlia Pessemiers      |                        | Moeder van Murad                               |
| Lara Chedraoui         | Loubna Koumiza         | Zus van Murad                                  |
| Gert Winckelmans       | Steve                  | Vriend van Loubna                              |
| Rudy Meuws             | John                   | Volksjurylid                                   |
| Leo De Clippeleir      | Patrick                | Volksjurylid                                   |
| Korneel Blomme         | Massimo                | Advocaat van Julie, samen met Claire Verlinden |
| Robrecht Vanden Thoren | Jonathan Dirkens       | Onderzoeksrechter                              |
| Stefan Perceval        | Professor Sterckx      | Wetsdokter                                     |
| Pieter Piron           | Inspecteur Tom Verbeke |                                                |
| Circé Lethem           | Chris Vermeersch       | Gerechtspsychiater                             |
| Elise Bundervoet       |                        | Dokter                                         |

### Afleveringen
| Nr. | Titel                   | Regisseur  | Schrijver(s)                      | Datum uitzending  |
| --- | ----------------------- | ---------- | --------------------------------- | ----------------- |
| 1 | Anton en Julie          | Kaat Beels | Roel Mondelaers & Nele Meirhaeghe | 3 september 2023  |
| Het proces start met de ondervraging van Anton en Julie. Nico’s zoon wordt beschuldigd van ongewenste sexting.      |                         |            |                                   |                   |
| 2 | De technische recherche | Kaat Beels | Roel Mondelaers & Nele Meirhaeghe | 10 september 2023 |
| Onderzoeksrechter, bloedspatanalyst, en wetsdokter presenteren hun bewijslast. Catherine leert Jacob beter kennen.  |                         |            |                                   |                   |
| 3 | Dennis en Romy          | Kaat Beels | Roel Mondelaers & Nele Meirhaeghe | 17 september 2023 |
| De burgerlijke partijen Dennis en Romy Pycke komen getuigen. Kobe wordt steeds harder aangepakt door zijn omgeving. |                         |            |                                   |                   |
| 4 | Pix                     | Kaat Beels | Roel Mondelaers & Nele Meirhaeghe | 24 september 2023 |
| Pix, Marianne’s boekhouder, en zijn vrouw Anneke komen getuigen. Murad blijkt een geheim te verbergen.              |                         |            |                                   |                   |
| 5 | Chrisje                 | Kaat Beels | Roel Mondelaers & Nele Meirhaeghe | 1 oktober 2023    |
| De gerechtspsychiater schetst de psychologische profielen van Anton en Julie. Nico ontdekt iets over Kobe.          |                         |            |                                   |                   |
| 6 | Jonathan                | Kaat Beels | Roel Mondelaers & Nele Meirhaeghe | 8 oktober 2023    |
| De onderzoeksrechter presenteert de reconstructies. Julie verrast iedereen. Simon en Maya groeien naar elkaar toe.  |                         |            |                                   |                   |
| 7 | Frank en Claire         | Kaat Beels | Roel Mondelaers & Nele Meirhaeghe | 15 oktober 2023   |
| De advocaten pleiten hun slotpleidooien. Anton legt een nieuwe verklaring af. Maya ontmoet Esther.                  |                         |            |                                   |                   |
| 8 | Marianne                | Kaat Beels | Roel Mondelaers & Nele Meirhaeghe | 22 oktober 2023   |
| De jury gaat in beraad over de schuldvraag en doet een uitspraak. De waarheid over de moord komt aan het licht.     |                         |            |                                   |                   |

## Seizoen 3: De botoxmoorden

### Rolverdeling

#### Hoofdrollen
| Acteur               | Personage        | Opmerkingen    |
| -------------------- | ---------------- | -------------- |
| Tijmen Govaerts      | Francis Dhaenens | Hoofdverdachte |
| Evgenia Brendes      | Klara            | Hoofdverdachte |
| Tibo Vandenborre     | Daniël Dhaenens  | Slachtoffer    |
| Laura Sépul          | Daphne Dhaenens  | Slachtoffer    |
| Serine Ayari         |                  | Volksjurylid   |
| Ruth Beeckmans       |                  | Volksjurylid   |
| Michaël Pas          |                  | Volksjurylid   |
| Flor Van Severen     |                  | Volksjurylid   |
| Brit Van Hoof        |                  | Volksjurylid   |
| Joshua Smits         |                  | Volksjurylid   |
| Lucie Plasschaert    |                  | Volksjurylid   |
| Violet Braeckman     |                  |                |
| Natali Broods        |                  |                |
| Bruno Vanden Broecke |                  |                |
| Roda Fawaz           |                  |                |
| Jennifer Heylen      |                  |                |